# Tipula (Acutipula) oryx
Tipula (Acutipula) oryx is een tweevleugelige uit de familie langpootmuggen (Tipulidae). De soort komt voor in het Afrotropisch gebied.